# Krafft-Punkt
Der Krafft-Punkt ist ein enger Temperaturbereich (Krafft-Temperatur), oberhalb dessen die Löslichkeit von anionischen und kationischen Tensiden infolge Bildung von Mizellen (Mizellbildung) sprunghaft zunimmt. Es ist ein Tripelpunkt, an dem die Tenside als Monomere, Mizellen und als hydratisierte Feststoffe vorliegen. Benannt ist sie nach Friedrich Krafft, der 1893 die Emulsionstheorie entwickelte.
Die Bestimmung des Krafft-Punkts erfolgt durch Trübungsmessung gemäß DIN 53918.
Bei Seifen versteht man unter dem Krafft-Punkt die Temperatur, bei der sich eine heiße, transparente Seifenlösung beim Abkühlen trübt.
Da eine schwache Abhängigkeit von der Gesamt-Tensidkonzentration im System besteht, spricht man auch vom Krafft-Boundary.